# Liste der litauischen Botschafter in Deutschland

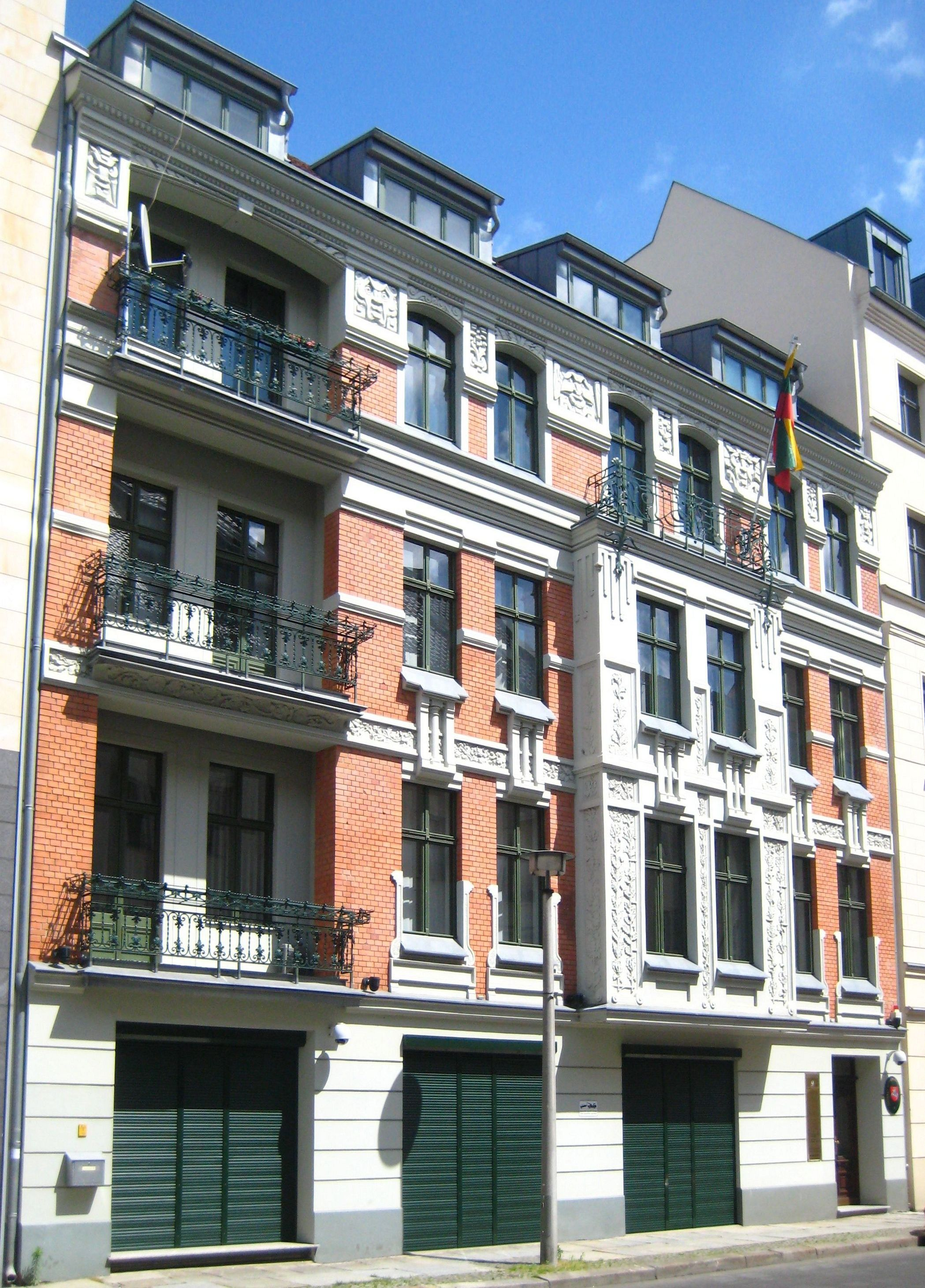
Litauische Botschaft in der Berliner Charitéstraße (2009)

Liste der litauischen Botschafter in Deutschland.

## Missionschefs

### Litauische Gesandte imDeutschen Reich
| Bild                                                                               | Name                              | Ernennung     | Abberufung    | Anmerkungen              |
| ---------------------------------------------------------------------------------- | --------------------------------- | ------------- | ------------- | ------------------------ |
| 1922: Aufnahme diplomatischer Beziehungen zum Deutschen Reich                      |                                   |               |               |                          |
| Vaclovas Sidzikauskas                                                              | Vaclovas Sidzikauskas (1893–1973) | 1. Juni 1922  | 30. Sep. 1931 | Geschäftsträger bis 1924 |
| Jurgis Šaulys                                                                      | Jurgis Šaulys (1879–1948)         | 1. Okt. 1931  | 14. Dez. 1938 |                          |
| Kazys Škirpa                                                                       | Kazys Škirpa (1895–1979)          | 15. Dez. 1938 | 15. Juni 1940 |                          |
| 1940: Ende der Beziehungen am 15. Juni infolge der sowjetischen Besetzung Litauens |                                   |               |               |                          |

### Litauische Botschafter in der BundesrepublikDeutschland
| Bild                                      | Name                              | Ernennung     | Abberufung    | Anmerkungen |
| ----------------------------------------- | --------------------------------- | ------------- | ------------- | ----------- |
| 1991: Aufnahme diplomatischer Beziehungen |                                   |               |               |             |
|                                           | Vaidotas Antanaitis (1928–2018)   | 23. Okt. 1991 | 20. Apr. 1993 |             |
|                                           | Zenonas Namavičius (* 1943)       | 20. Mai 1993  | 10. Dez. 1999 |             |
|                                           | Vaidievutis Geralavičius (* 1952) | 24. Jan. 2000 | 2. Mai 2004   |             |
|                                           | Evaldas Ignatavičius (* 1967)     | 1. Sep. 2004  | 15. Jan. 2009 |             |
|                                           | Mindaugas Butkus (* 1961)         | 16. Jan. 2009 | 14. Apr. 2012 |             |
| Deividas Matulionis                       | Deividas Matulionis (* 1963)      | 23. Okt. 2012 | 2017          |             |
| Darius Semaška                            | Darius Semaška (* 1967)           | 11. Juli 2017 | 2021          |             |
|                                           | Ramūnas Misiulis (* 1965)         | 21. Juni 2021 | 2024          |             |
|                                           | Giedrius Puodžiūnas (* 1967)      | 4. Sep. 2024  |               |             |